# Adonidia merrillii
Espèce
Synonymes
- Normanbya merrillii Becc.[2],[3],[4]
- Veitchia merrillii (Becc.) H.E.Moore[2],[3],[4]

Statut de conservation UICN

 NT  : Quasi menacé
Adonidia merrillii, anciennement Veitchia merrillii ou palmier de Manille, est une espèce de palmier, native des Philippines
(Palawan et Danjugan Island), de Malaisie (Sabah), de Borneo et serait naturalisé aux Antilles.
Il est communément appelé Christmas Palm en anglais ("palmier de Noël") car il fructifie en hiver, aux alentours de Noël.

## Description

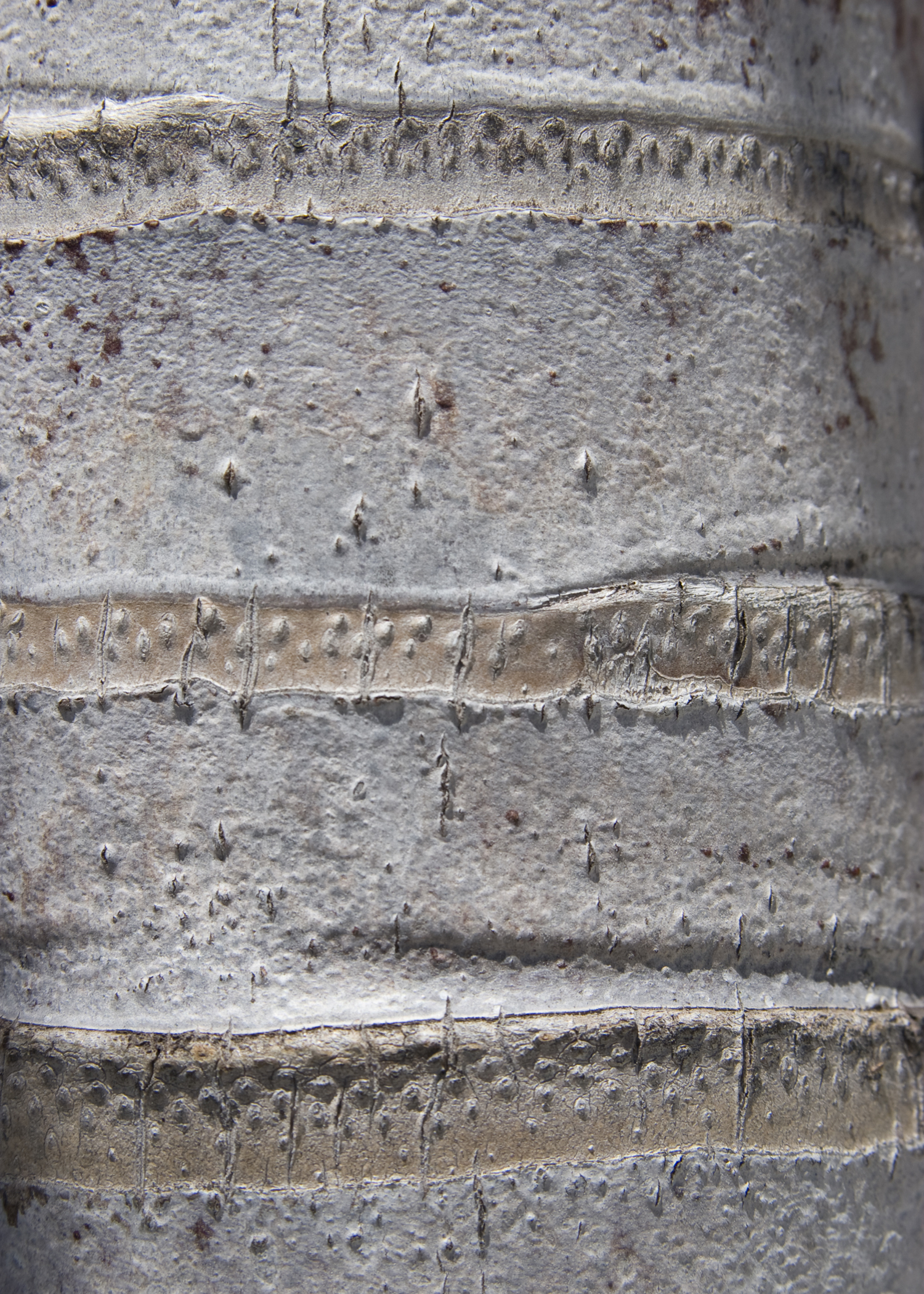
Détail du tronc

Ce palmier monoïque possède un stipe lisse, et annelé, gris. En conditions naturelles, il atteint 4 à 5 m de hauteur. En culture intérieure il dépasse rarement les 2 m.
Ses palmes sont paripénées, composées de 40 à 62 folioles lancéolées et atteignent deux mètres. Elles sont recourbées vers le bas. La plante possède généralement 12 à 15 palmes. Une fois mortes elles tombent d'elles-mêmes sans rester accrochées au stipe, contrairement à d'autres palmiers. Sa croissance est décrite comme lente dans la littérature.

## Floraison
Les fleurs blanches monoïques apparaissent groupées en panicules infrafoliaires (produites sous la couronne de feuilles) et axillaires. Ces inflorescences composées font de 40 à 50 cm de long.

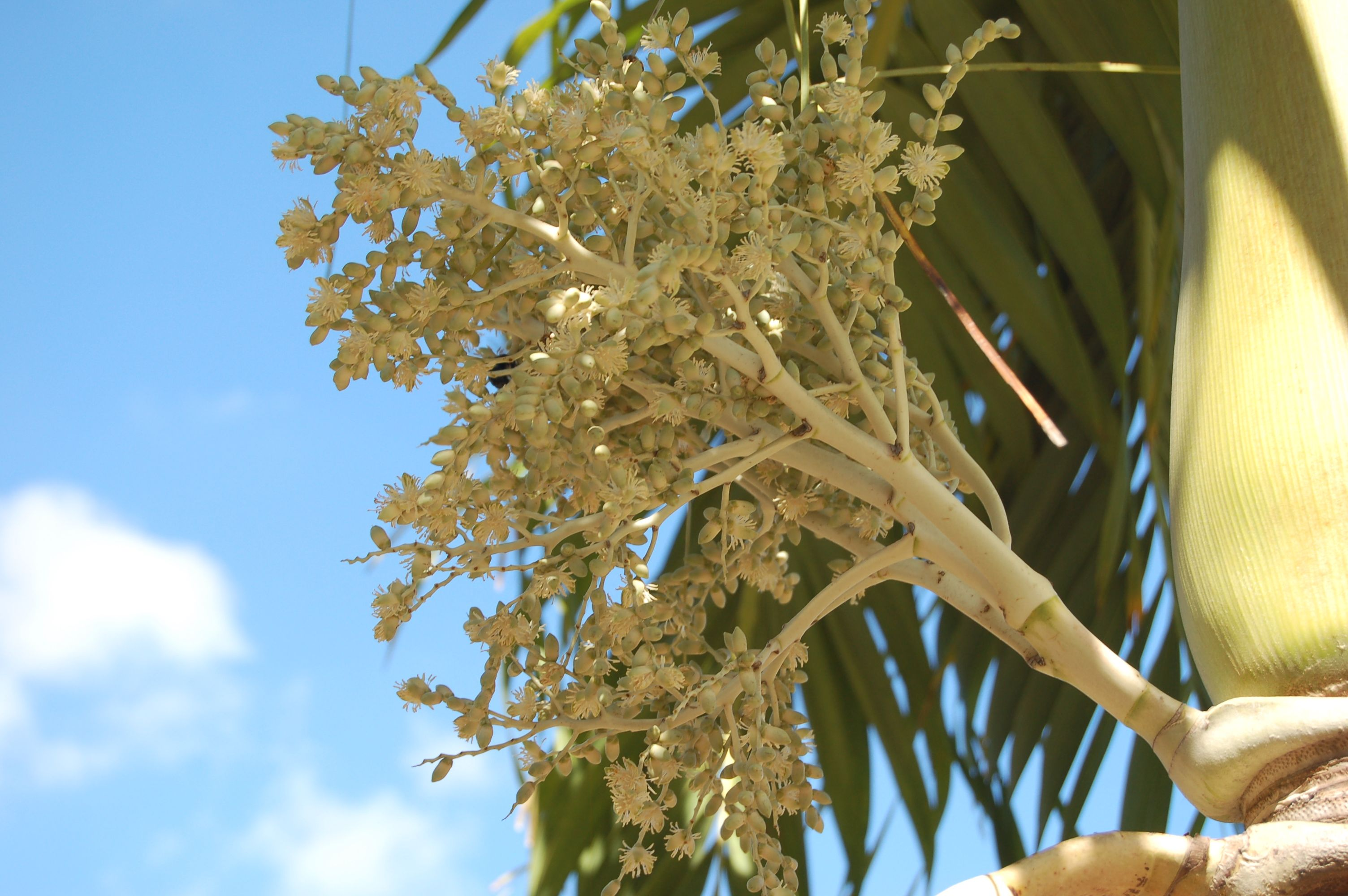
Adonidia merrellii – L'inflorescence est visible sous ma couronne de feuilles

Une des particularités de ce palmier est sa fructification. Des grappes de fruits apparaissent en hiver sur les inflorescences, et arrivent à maturité en fin d'année en devenant rouge vif.
Les fruits sont des drupes ovoïdes, qui donnent son aspect caractéristique décoratif à la plante. Ils ont une taille de 2 cm sur 1,5 cm. Sous la peau se trouve une couche de fibres, qui renferme une graine très dure.

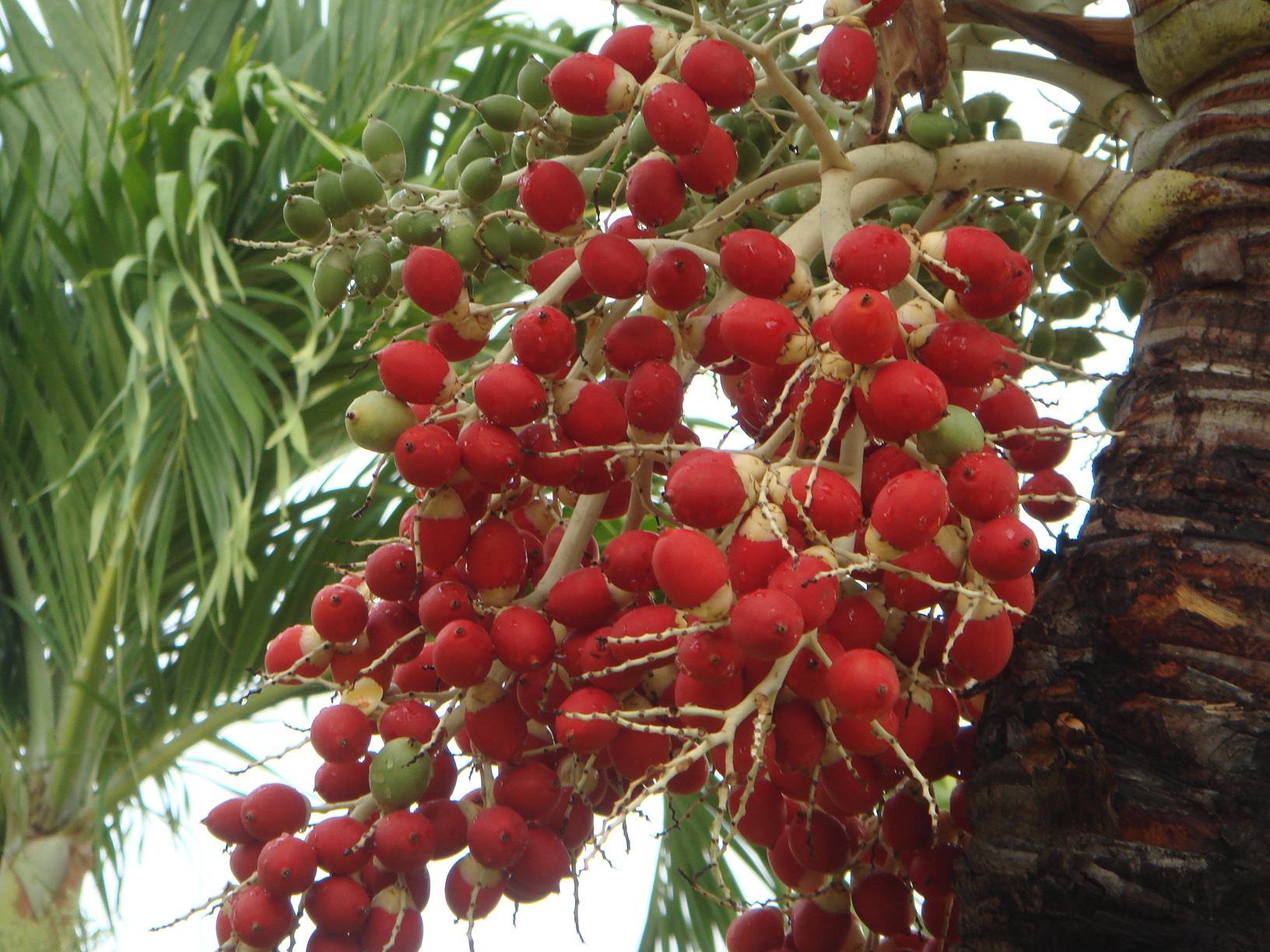
Détail d'une grappe de fruits caractéristique

Il ne fleurira qu'au bout d'une dizaine d'années de croissance.

## Culture et écologie
A. merrillii est une plante de faible rusticité qui ne supporte pas les températures négatives. Elle ne supporte pas le gel, même léger, ni les vents froids, et modérément les embruns marins. Elle se plaira en zone USDA 10a minimum et supérieure.
Elle préfère le plein soleil, même si une situation mi-ombre peut lui convenir. Cependant une exposition trop ombragée rendra le tronc mince et les feuilles fines.

## Utilisation
C'est un palmier souvent planté sous les tropiques, où il pousse facilement, mais aussi dans d'autres endroits du monde qui présentent un climat doux, comme le sud de la Floride. Il est très apprécié pour son port et sa culture facile. Dans un jardin c'est une plante du plus bel effet de par ses feuilles arquées. Il devra être espacé de 2 mètres des autres arbres pour lui permettre d'étaler sa fronde.
Il peut être facilement cultivé en intérieur, pourvu qu'il ait assez de lumière. On pourra le garder en pot, mais il restera de taille plus modeste. Il gagnera à être sorti en été pour bénéficier du soleil et de l'humidité. C'est une plante très décorative dans une véranda par exemple. Sa croissance étant lente, il pourra être maintenu en pot assez longtemps, et, une fois devenu trop grand, on tentera de le planter dans un site ensoleillé et abrité, dans un climat doux.
Pour les sujets plantés en pleine terre en dehors de leur zone de rusticité, on devra prendre la précaution de les protéger l'hiver, par exemple avec un voile d'hivernage. On pourra utiliser un paillage si la plante est en situation plus rigoureuse. Le tronc doit également être protégé.

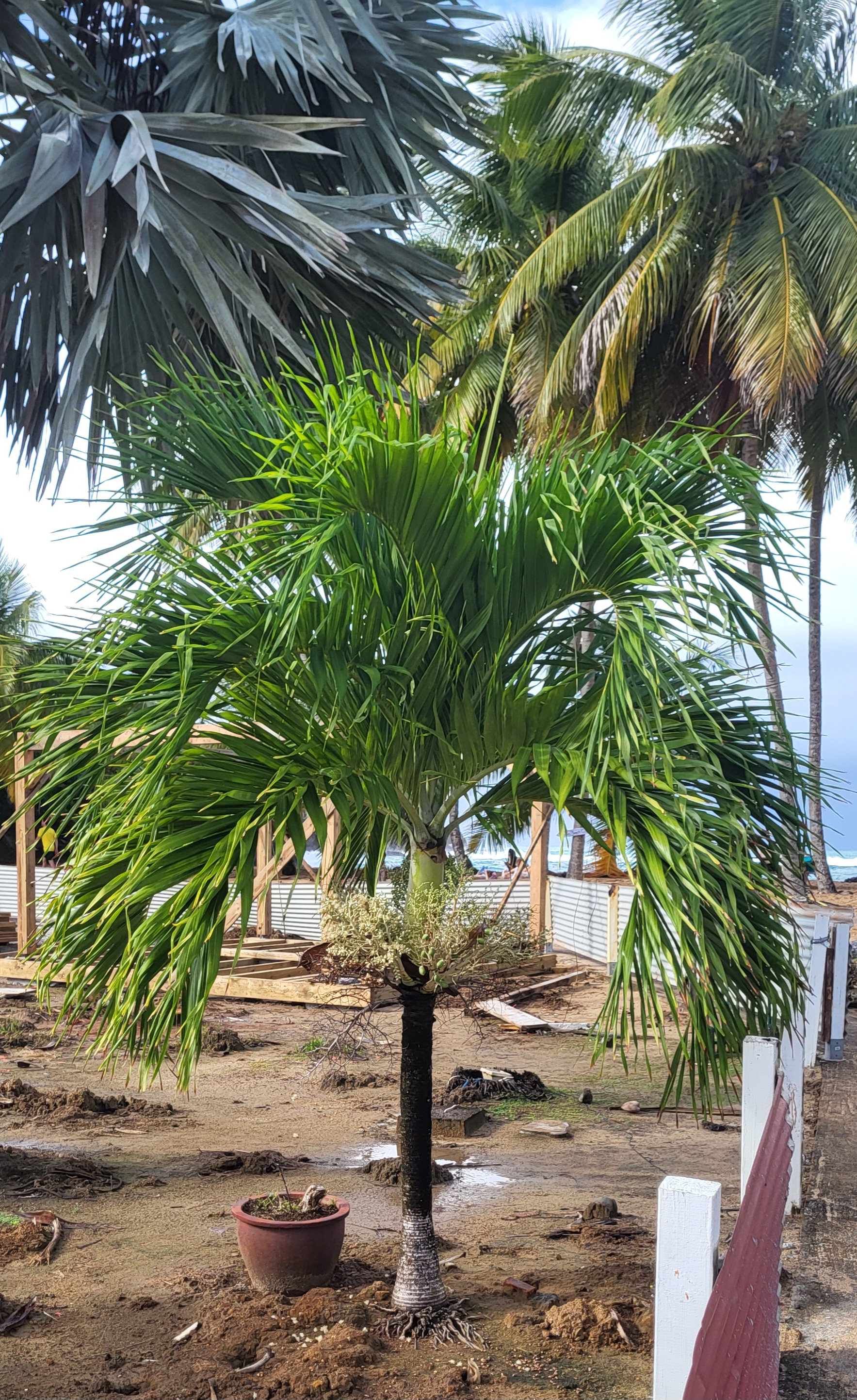
Palmier de Noël, Adonidia merrillii jeune exemplaire en floraison en Martinique
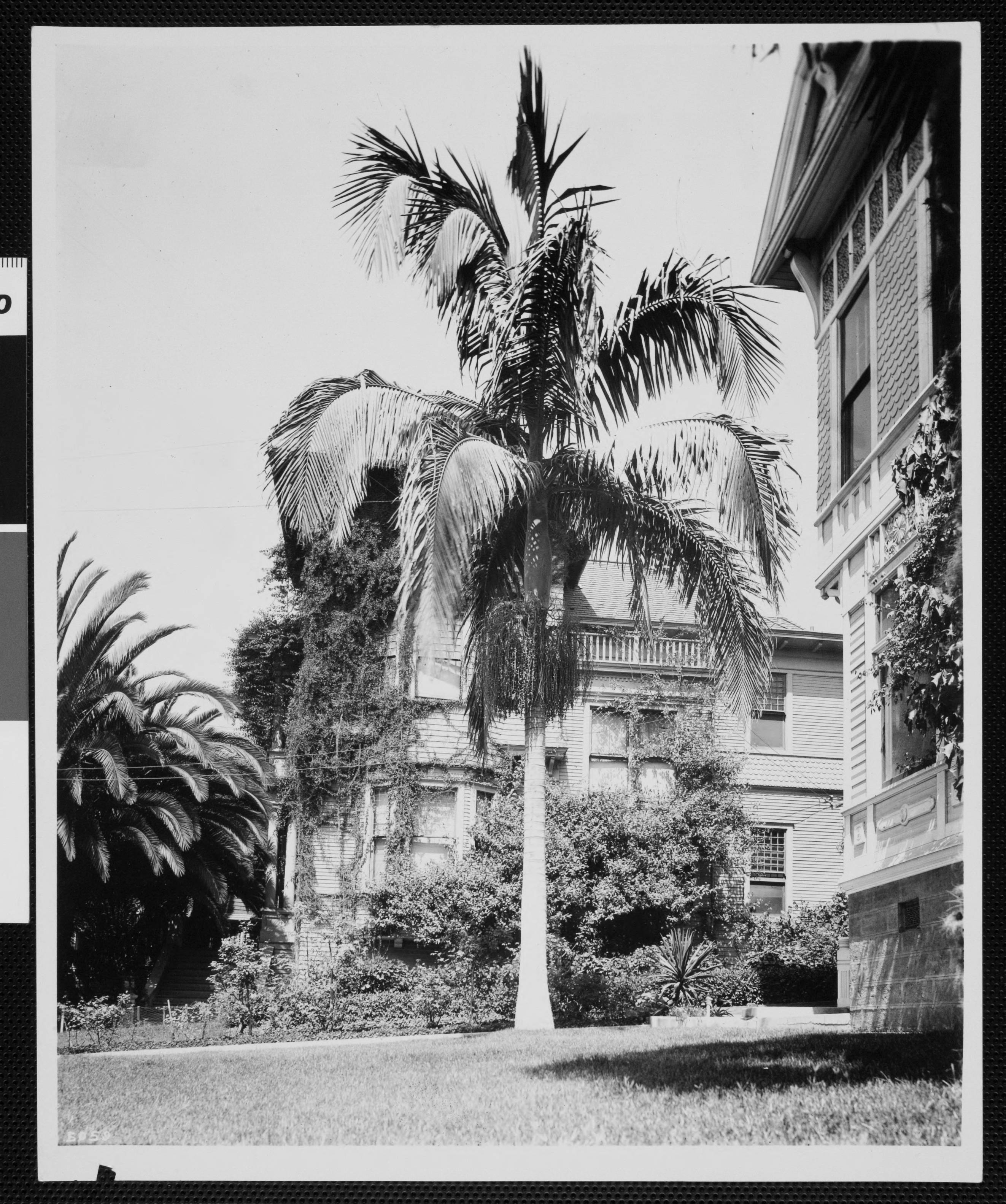
Un spécimen adulte utilisé en décoration devant une maison
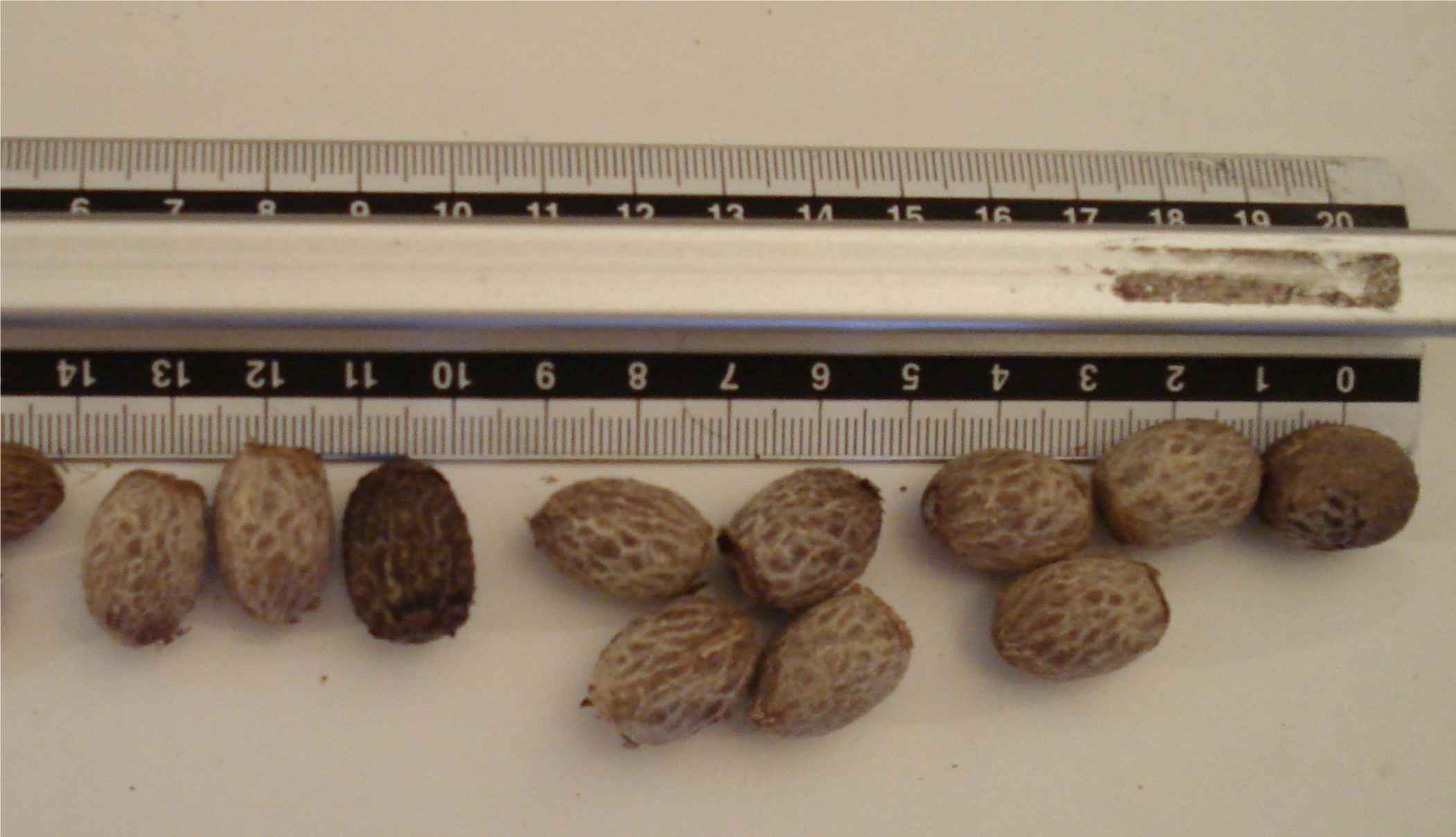
Adonidia merrellii – Graines
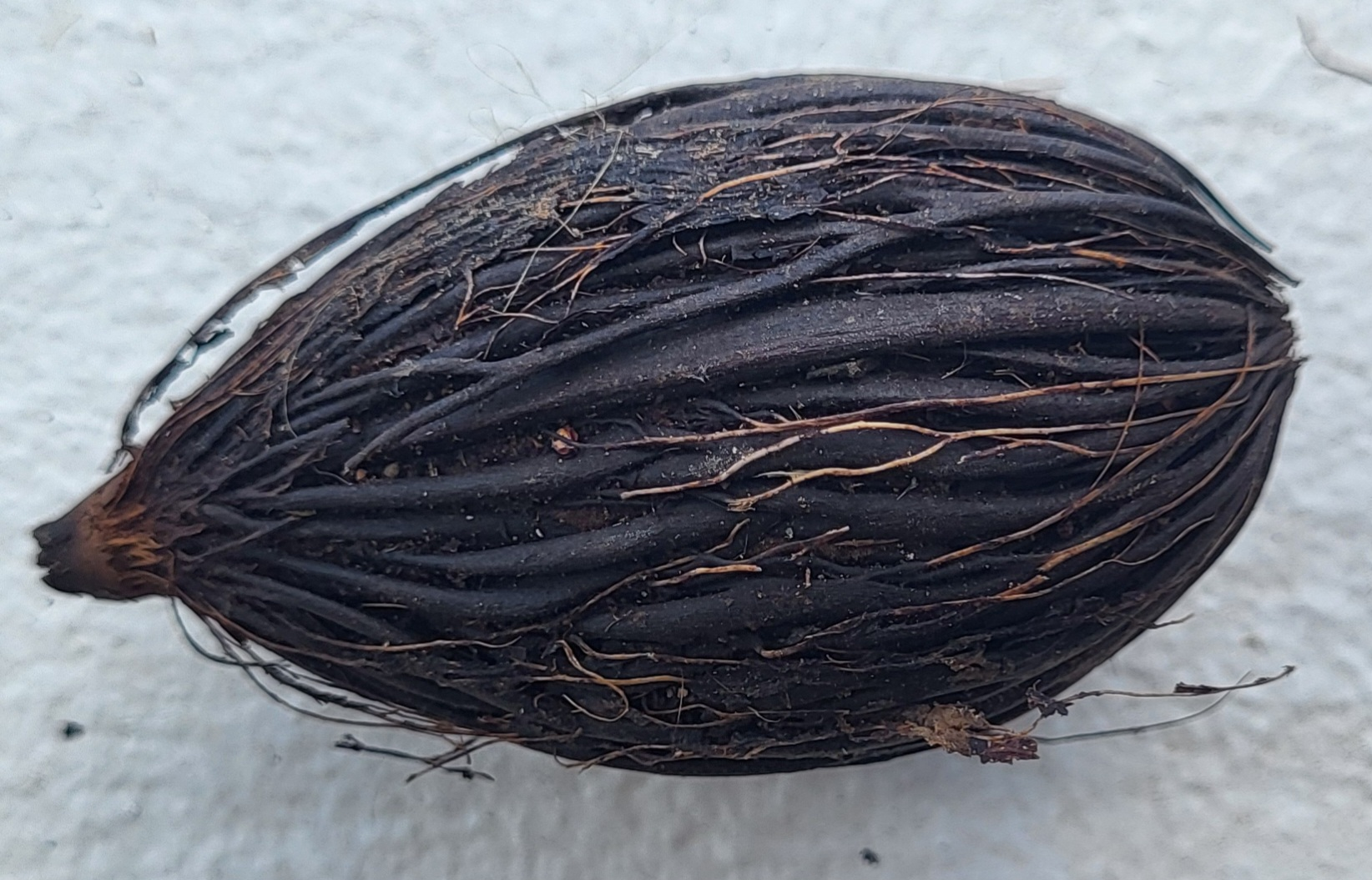
Graine nettoyée
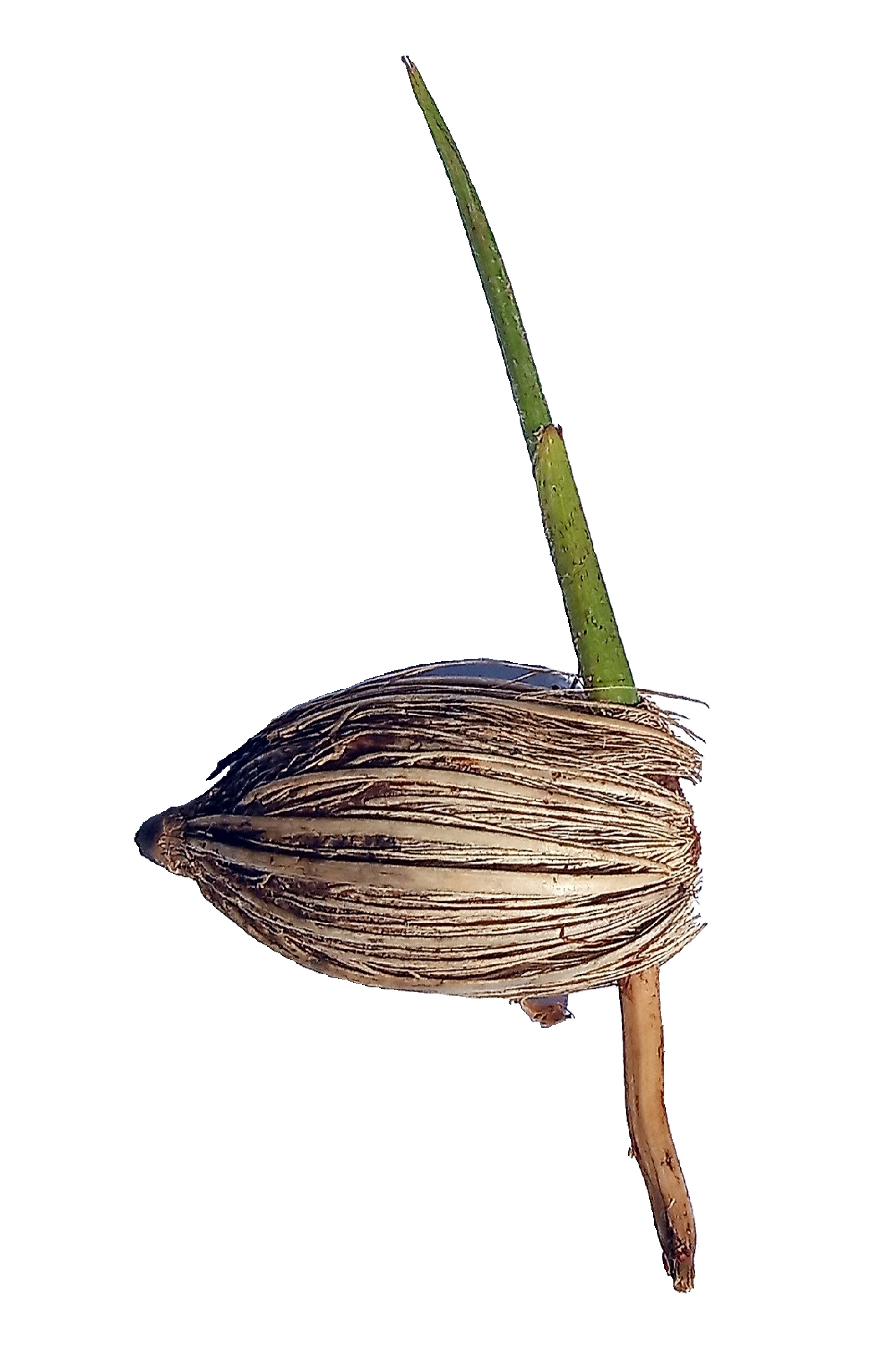